# آقای رئیس‌جمهور (فیلم ۲۰۰۰)
آقای رئیس‌جمهور (به انگلیسی: The President's Man) یک تله‌فیلم آمریکایی در ژانر اکشن محصول سال ۲۰۰۰ میلادی با بازی چاک نوریس و دیلن نیل می‌باشد. دنبالهٔ این فیلم در سال ۲۰۰۲ با عنوان آقای رئیس جمهور ۲ منتشر شد. این تله‌فیلم نخستین بار در تاریخ ۲ آوریل ۲۰۰۰ در سی‌بی‌اس پخش شد.

## بازیگران اصلی فیلم
- چاک نوریس - مأمور جوشوا مک کورد
- دیلن نیل - دکه اسلاتر
- جنیفر تونگ - کوک مک کورد
- رالف ویت - رئیس‌جمهور متیوز
- مارلا آدامز - بانوی اول متیوز
- استوارت ویتمن - جورج ویلیامز
- سون-تک اوه - ژنرال
- جاناتان نیکولز - دون دیگو سانتیاگو